# Seznam zápasů severoirské fotbalové reprezentace na MS
Severoirská fotbalová reprezentace byla celkem 3x na mistrovstvích světa ve fotbale a to v letech 1958, 1982, 1986.
- Aktualizace po MS 1986 - Počet utkání - 13 - Vítězství - 3x - Remízy - 5x - Prohry - 5x

| Číslo | Soupeř         | Výsledek   | MS      | Fáze turnaje                | Góly Severního Irska |
| ----- | -------------- | ---------- | ------- | --------------------------- | -------------------- |
| 1.    | Československo | 1 – 0      | MS 1958 | základní skupina A          | Wilbur Cush          |
| 2.    | Argentina      | 1 – 3      | MS 1958 | základní skupina A          | Peter McParland      |
| 3.    | SRN            | 2 – 2      | MS 1958 | základní skupina A          | Peter McParland (2)  |
| 4.    | Česko          | 2 – 1 (PP) | MS 1958 | ZS dodatečný zápas o postup | Peter McParland (2)  |
| 5.    | Francie        | 0 – 4      | MS 1958 | čtvrtfinále                 | Ne                   |
| 6.    | Jugoslávie     | 0 – 0      | MS 1982 | základní skupina 5          | Ne                   |
| 7.    | Honduras       | 1 – 1      | MS 1982 | základní skupina 5          | Gerry Armstrong      |
| 8.    | Španělsko      | 1 – 0      | MS 1982 | základní skupina 5          | Gerry Armstrong      |
| 9.    | Rakousko       | 2 – 2      | MS 1982 | druhá skupinová fáze D      | Billy Hamilton (2)   |
| 10.   | Francie        | 1 – 4      | MS 1982 | druhá skupinová fáze D      | Gerry Armstrong      |
| 11.   | Alžírsko       | 1 – 1      | MS 1986 | základní skupina D          | Norman Whiteside     |
| 12.   | Španělsko      | 1 – 2      | MS 1986 | základní skupina D          | Colin Clarke         |
| 13.   | Brazílie       | 0 – 3      | MS 1986 | základní skupina D          | Ne                   |